# Saligram
Saligram – gaun wikas samiti w zachodniej części Nepalu w strefie Dhawalagiri w dystrykcie Parbat. Według nepalskiego spisu powszechnego z 2001 roku liczył on 548 gospodarstw domowych i 3021 mieszkańców (1656 kobiet i 1365 mężczyzn).